# Заборки (Ровненская область)
Заборки (укр. Забірки) — село в Вербской сельской общине Дубенского района Ровненской области Украины.
Население по переписи 2001 года составляло 9 человек. Почтовый индекс — 35670. Телефонный код — 3656. Код КОАТУУ — 5621688505.